# Suwaibou Sanneh
Suwaibou Sanneh (Soma, 30 ottobre 1990) è un velocista gambiano.
Detiene il record gambiano nei 100 metri piani, pari a 10"22, ottenuto il 19 maggio 2012. Questa prestazione gli ha valso la qualificazione ai Giochi olimpici di Londra 2012 (sua seconda partecipazione olimpica dopo quella di Pechino 2008, conclusasi nella fase di qualificazione).
Il 27 luglio 2012 è stato portabandiera per il Gambia alla cerimonia di apertura dei Giochi della XXX Olimpiade a Londra.

## Progressione

### 100 metri piani
| Stagione | Risultato | Luogo       | Data      | Rank. Mond. |
| -------- | --------- | ----------- | --------- | ----------- |
| 2012     | 10"22     | Kingston    | 19-5-2012 |             |
| 2011     | 10"25     | Arzana      | 30-7-2011 |             |
| 2010     | 10"43     | Nairobi     | 28-7-2010 |             |
| 2009     | 11"02     | Berlino     | 15-8-2009 |             |
| 2008     | 10"43     | Addis Abeba | 30-4-2008 |             |
| 2007     | 10"53     | Algeri      | 18-7-2007 |             |

### 200 metri piani
| Stagione | Risultato | Luogo       | Data      | Rank. Mond. |
| -------- | --------- | ----------- | --------- | ----------- |
| 2010     | 21"50     | Nairobi     | 31-7-2010 |             |
| 2008     | 21"66     | Addis Abeba | 30-4-2008 |             |
| 2007     | 21"57     | Ouagadougou | 11-8-2007 |             |

## Palmarès
| Anno | Manifestazione          | Sede        | Evento      | Risultato        | Prestazione | Note                                     |
| ---- | ----------------------- | ----------- | ----------- | ---------------- | ----------- | ---------------------------------------- |
| 2005 | Mondiali allievi        | Marrakech   | 400 m piani | Batteria         | 49"78       |                                          |
| 2008 | Africani                | Addis Abeba | 100 m piani | Semifinale       | 10"43       | Miglior prestazione personale            |
| 2008 | Africani                | Addis Abeba | 200 m piani | Semifinale       | dns         |                                          |
| 2008 | Mondiali juniores       | Bydgoszcz   | 100 m piani | Semifinale       | 10"75       |                                          |
| 2008 | Mondiali juniores       | Bydgoszcz   | 200 m piani | Batteria         | 22"01       |                                          |
| 2008 | Olimpiadi               | Pechino     | 100 m piani | Batteria         | 10"52       |                                          |
| 2009 | Mondiali                | Berlino     | 100 m piani | Batteria         | 11"02       | Miglior prestazione personale stagionale |
| 2010 | Africani                | Nairobi     | 100 m piani | Semifinale       | 10"50       |                                          |
| 2010 | Africani                | Nairobi     | 200 m piani | Semifinale       | 21"58       | [ 1 ]                                    |
| 2010 | Giochi del Commonwealth | Delhi       | 100 m piani | Quarti di finale | 10"47       |                                          |
| 2010 | Giochi del Commonwealth | Delhi       | 200 m piani | Quarti di finale | 21"52       |                                          |
| 2010 | Giochi del Commonwealth | Delhi       | 4x100 m     | Batteria         | dnf         |                                          |
| 2011 | Mondiali                | Taegu       | 100 m piani | Batteria         | 10"50       |                                          |
| 2012 | Africani                | Porto-Novo  | 100 m piani | 4º               | 10"39       |                                          |
| 2012 | Africani                | Porto-Novo  | 4x100 m     | Finale           | dq          |                                          |
| 2012 | Giochi olimpici         | Londra      | 100 m piani | Semifinale       | 10"18       | Record nazionale                         |
| 2016 | Africani                | Durban      | 100 m piani | Semifinale       | 10"41       |                                          |